# NGC 7475
NGC 7475 este o galaxie situată în constelația Pegas. A fost descoperită în 9 septembrie 1864 de către Albert Marth.